# Список послів Великої Британії в Україні
Посол Великої Британії в Україні є найвищим дипломатичним представником Сполученого Королівства в Україні та відповідальним за її дипломатичне представництво в Києві. Офіційна назва посади – Надзвичайний і Повноважний Посол Великої Британії в Україні.

## Посли
| N    | Країна          | Посол             | Англійською                 | Зображення | Інформація        |
| ---- | --------------- | ----------------- | --------------------------- | ---------- | ----------------- |
| п.   | Велика Британія | Баґґе Джон Піктон | John Picton Bagge           |            | (1917)            |
| 1    | Велика Британія | Саймон Гіманс     | Simon Nicholas Peter Hemans |            | (1992—1995)       |
| 2    | Велика Британія | Рой Стівен Рів    | Roy Reeve                   |            | (1995—1999)       |
| 3    | Велика Британія | Сміт Роланд Гедлі | Roland Smith                |            | (1999—2002)       |
| 4    | Велика Британія | Роберт Брінклі    | Robert Brinkley             |            | (2002—2006)       |
| 5    | Велика Британія | Тімоті Барроу     | Tim Barrow                  |            | (2006—2008)       |
| т.п. | Велика Британія | Мартін Гарріс     | Martin Harris               |            | (03.2008-07.2008) |
| 6    | Велика Британія | Лі Тернер         | Leigh Turner                |            | (2008—2012)       |
| 7    | Велика Британія | Саймон Сміт       | Simon Smith                 |            | (2012—2015)       |
| 8    | Велика Британія | Джудіт Гоф        | Judith Gough                |            | (2015—2019)       |
| 9    | Велика Британія | Мелінда Сіммонс   | Melinda Simmons             |            | (2019-2023)       |
| 10   | Велика Британія | Мартін Гарріс     | Martin Harris               |            | (з 09.2023)       |